# Домовые, или Сон в зимнюю ночь
«Домовые, или Сон в зимнюю ночь» — советский музыкальный мультипликационный фильм для взрослых, вышедший на экраны в 1987 году.

## Сюжет
Главный герой сидит в кресле напротив телевизора и спит, а на экране группа «Домовые» исполняет песни о необходимости экономии воды и электроэнергии.
На протяжении всего действия не произносится ни одной реплики, а звучат лишь песни в стиле рок-н-ролл.
Мелодии, на вполне актуальные в то время темы, написаны композитором Анатолием Киселёвым.

## Создатели
| автор сценария и режиссёр  | Владимир Самсонов |
| художник-постановщик       | Анатолий Цыбин |
| композитор                 | Анатолий Киселёв |
| автор текстов песен        | Михаил Каневский |
| песни исполняют            | Павел Смеян, ансамбль «Добры молодцы»                                                                                          |
| оператор                   | Эрнст Гаман |
| звукооператор              | Нелли Кудрина |
| художники-мультипликаторы: | Александр Федулов, Михаил Зайцев, Андрей Колков, Дмитрий Наумов, Юрий Андреев, Светлана Сичкарь, Семён Петецкий, Игорь Самохин |
| над фильмом работали:      | А. Гришанова, Т. Арешкова, А. Денисова, Е. Станикова, Александр Сичкарь, Людмила Рубан, Валерия Медведовская, Лидия Варенцова  |

## Вокал
Павел Смеян и ансамбль «Добры молодцы»